# تأثيرات تقنية النانو
لتأثيرات تقنية النانو الكثير من التطبيقات البشرية والطبية والأخلاقية والنفسية والقانونية والبيئية، والمرتبطة بالعديد من المجالات ومنها الهندسة، وعلم الأحياء، والكيمياء، والحوسبة، وعلوم المواد، والتطبيقات العسكرية، والاتصالات بل ان تأثيراتها يصعب حصرها.
و تشمل فوائد تقنية النانو تحسين أساليب التصنيع، وأنظمة تنقية المياه، وشبكات الطاقة، وتعزيز الصحة البدنية، الطب النانوي، وتحسين طرق إنتاج الأغذية والتغذية على نطاق واسع والبنية التحتية لصناعة السيارات. المنتجات المصنوعة مع تقنية النانو قد تتطلب العمل قليلا، والأرض، أو الصيانة، وتكون ذات إنتاجية عالية، وانخفاض في التكلفة، ولها متطلبات متواضعة للمواد والطاقة.
إلا أن المخاطر قد تكون مرتبطةً بكلٍ من المجالات البيئية والصحية، وقضايا السلامة والآثار السلبية للجسيمات الدقيقة التي يتم دراستها قبل أن يفرج عنهم؛ الآثار الانتقالية مثل النزوح من الصناعات التقليدية ومنتجات تكنولوجيا النانو أصبحت مهيمنة؛ التطبيقات العسكرية مثل الأسلحة البيولوجية، والمراقبة من خلال مجسات النانو، والتي تثير قلق المدافعين عن حقوق الخصوصية.
هناك جدل حول ما إذا كان موضوع تقنية النانو خاصا بالتنظيمات الحكومية، والهيئات التنظيمية، كوكالة حماية البيئة الأمريكية ومديرية الصحة وحماية المستهلك التابعة للمفوضية الأوروبية والتي قد بدأت التعامل مع المخاطر المحتملة لهذه التقنية المثيرة للجدل. ومن الجدير بالذكر أن العالم العربي يفتقر إلى هذه المؤسسات. كما كان لقطاع الأغذية العضوية السبق في التعامل مع الاستبعاد المنظم للجسيات النانوية من عملية الإنتاج العضوية المعتمدة في كلٍ من أستراليا والمملكة البريطانية المتحدة.

## نظرة عامة

### الفوائد المتوقعة
المقال الرئيسي: قائمة تطبيقات تقنية النانو
يرى العديد من المتفائلين في مجال تقانة النانو ومنهم بعض الحكومات أن لتقانة النانو العديد من الفوائد ومنها:
- وفرة المواد الحميدة بيئياً والمستخدمة لتوفير موارد نظيفة للمياه.
- المحاصيل والأغذية المهندسة وراثياً تسهم في وفرة وزيادة الإنتاجية الزراعية بأقل متطلبات للعمل.
- تعزيز ودعم الناحية التغذوية التفاعلية الذكية للأغذية.[2]
- توليد الطاقة الرخيصة والقوية.
- زيادة القدرة التصنيعية النظيفة وذات الكفاءة العالية.
- تحسين صياغة وتركيبات الأدوية بصورةٍ جذريةٍ بالإضافة إلى عمليات التشخيص واستبدال الأعضاء.
- زيادة سعة تخزين المعلومات وإمكانيات الاتصال.
- تصنيع الأجهزة التفاعلية الذكية: بزيادة الأداء البشري من خلال التقنيات المتقاربة.[3][4]

### المخاطر المحتملة
يمكن إجمال مخاطر تطبيقات تقانة الصغائر ضمن الأربعة مجالات التالية:
- قضايا صحية – تأثيرات المواد النانوية على حيوية الجسم البشري.
- قضايا بيئية – تأثيرات المواد النانوية على البيئة.
- قضايا اجتماعية – التأثيرات الناجمة عن إمكانية استخدام الأجهزة النانوية على الشؤون السياسية والتفاعل البشري.
- غراي غو – المخاطر الخاصة المصاحبة للرؤية المتوقعة لتقنية النانو الجزيئية.

## الآثار الصحية والسلامة من الجسيمات النانوية
لا يمثل التواجد البحت للمواد النانوية (و هي المواد التي تحتوي على جسيم نانوي) أي تهديدٍ في حد ذاته. إلا أنه هناك سماتٍ معينةٍ تجعل منها محفوفةً بالمخاطر، وعلى الأخص حركتها تفاعلها المتزايد. وأنه فقط في حالة أن خصائصاً معينةً لبعض الجزئيات النانوية كانت ضارة للكائنات الحية أو البيئة فن ذلك سيسفر عن مواجهتنا لخطرٍ جلٍ. وفي هذه الحالة يمكن أن نطلق علي ما الناتج تلوثٍ نانويٍ.
كما أننا في حاجةٍ إلى التمييز بين نوعين للبنية النانوية وذلك عند مواجهة التأثير البيئي والصحي للمواد النانوية ويتمثلان في: (1): مركبات النانو والأسطح النانوية ومكونات النانو (سواءً الإلكترونية أو البصرية أو الحساسة...إلأخ)، حيث يدمج الجزئيات على صعيد النانو ضمن خلاصة المادة أو المادة نفسها أو حتى الأجهزة (الجزئيات النانوية «الثابتة»)؛ و (2): الجزئيات الناوية «الحرة»، حيث تتواجد جزئيات النانو الفردية لمادةٍ ما ضمن بعض مراحل عملية الإنتاج والاستخدام. وقد تندرج جزئيات النانو تلك ضمن أحد أصناف نطاق النانو للعناصر أو المركبات البسيطة وكذلك المركبات المعقدة حيث يكون الجسيم النانوي مطليّاً بمادةٍ أخرى (جسيم نانوي «مطليّ» أو جسيم نانوي «جوهري القشرة»).
و من ثم فهناك إجماعٍ للرأي أن: على الرغم من أنه يجب على المرء أن يكون واعياً بالمواد المحتوية على جزئياتٍ نانويةٍ ثابتةٍ، إلا أن القلق الحالي يتمثل في الجزئيات النانوية الحرة.
هذا بالإضافة إلى أن الجزئيات النانوية مختلفةً بصورةٍ كبيرةٍ عن نظرائها الحاليين، ومن ثم لا يمكن اشتقاق تأثيراتها المتنوعة والمتعددة من السمية المعروفة للمواد دقيقة- الحجم. وتسفر تلك النقطة عن إثارة قضايا هامة لمواجهة التأثيرات الصحية والبيئية للجزئيات النانوية الحرة.
و لتعقيد الأمور أبعد من ذلك، فمن الضروري عند التحدث عن الجزئيات النانوية ألا يكون المسحوق أو السائل المحتوي على جزئيات نانوية أحادي التشتت أبداً ، ولكنه يحتوي بدلاً من ذلك مدىً متنوعاً من أحجام الجزيئات. ويسفرذلك عن تعقيدٍ للتحليل التجريبي حيث أن الجزئيات النانوية الأكبر في الحجم قد يكون لها خصائصٍ مختلفةٍ عن تلك الأصغر في الحجم. هذا بالإضافة إلى أن الجزئيات النانوية تظر توجهاً للتجمع، ومثل تلك التجمعات غالباً ما يكون أداؤها مختلفاً عن الجزئيات المتفردة.
و قد تميزت جرعة الإيثيل والمشتملة على أنواعٍ مختلفةٍ من الجزئيات النانوية والتي كان يتم إعطائها لفئران المعامل على مدى ستة أشهرٍ، بمؤشر سكوفكجائير، تيمناً باسم العالم كاسبر سكوفكجائير.
و يجري المعهد القومي للسلامة المهنية والصحة العديد من الأبحاث حول كيفية تفاعل الجزئيات النانوية مع أنظمة الجسم وكيفية احتمالية تعرض العاملين في المصانع أو أثناء الاستخدام الصناعي للمواد النانوية للجزئيات النانوية الحجم. حيث يُصدر المعهد القومي للسلامة المهنية والصحة الإرشادات المتوافقة مع أفضل المعرفة العلمية والهادفة للتعامل مع المواد النانوية.
و قد اقترحت إ. مارلا فلتشر من «لجنة سلامة المنتجات الاستهلاكية وتقانة النانو» أن: لجنة سلامة المنتجات الاستهلاكية، والتي تعد مسؤولةً عن حماية الجمهور من أية مخاطرٍ غير مبررةٍ للإصابة أو الموت المصاحب لمنتجات المستهلك، غير مجهزةٍ بشكلٍ جيدٍ للإشراف على سلامة المنتجات المعقدة عالية التقنية والمنتجة بواسطة تقانة النانو.
كما تركز اهتمامات المدى الأطول على التأثيرات الخاصة بالتقنيات الجديدة على المجتمع بقطاعاته العريضة، وكذلك على ما إذا كان من الممكن لتلك التأثيرات أن تؤدي إلى ظهور اقتصاد ما بعد الندرة، أو قد تؤدي إلى تفاقم فجوة الثروة فيما بين الأمم المتطورة والنامية. هذا بالإضافة إلى أن تأثيرات تقانة النانو على المجتمع ككل وعلى صحة البشر والبيئة كذلك، بالإضافة إلى تأثيراتها على التجارة والأمن وأنظمة الغذاء، بل حتى على تعرف مصطلح «البشري» لم يتم تحديد ملامحها بعد أو تسييسها كذلك.

### قضايا صحية
المقال الرئيسي: التأثيرات الصحية لتقنية النانو
تتمثل التأثيرات الصحية لتقانة النانو في تلك الآثار المحتملة للمواد والأجهزة النانوية على صحة الإنسان. وبما أن تقانة النانو هي مجال مستحدث، فقد أسفر ذلك عن قيام جدالٍ واسعٍ حول المدى الذي يمكن عنده الاستفادة أو التعرض للمخاطر الخاصة بتقانة النانو على الصحة الإنسان. ويمكن تقسيم التأثيرات الصحية لتقنية النانو إلى: قدرة أو إمكانية الاختراعات النانوية على أن يكون لها تأثيراتها الطبية في علاج الأمراض، وكذلك المخاطر الصحية المحتملة عند التعرض للمواد النانوية.
و يٌعرَّف علم السموم النانوي على أنه ذلك المجال الذي يهتم بدراسة المخاطر الصحية المتوقعة للمواد النانوية. ويعني الحجم المتناهي الدقة والصغر للمواد النانوية أن لها القدرة على النفاذ داخل الجسم البشري عن غيرها من الجسيمات كبيرة الحجم. كما أن كيفية تحرك وتفاعل تلك الجسيمات النانوية داخل الكائن الحي تعد من القضايا الكبيرة والتي هي في حاجةٍ ليتم حلها والتعامل معها. ويعد سلوك الجسيمات النانوية مدلولاً لوظيفتها وحجمها وتفاعلها السطحي مع النسيج المحيط. وتتجمع الجسيمات النانوية داخل الأعضاء كجزءٍ ناتجٍ عن كونها لا تتحلل أو تتحلل بصورةٍ بطيئةٍ، ومما يدعو أيضاً للقلق هو تفاعلها المتوقع مع العمليات الحيوية داخل الجسم: حيث أنه بسبب سطحها الضخم، وبمجرد تعرض الجسيمات النانوية للنسيج والسوائل، يتم امتصاص بعض الجزيئات الدقيقة التي تحتوي عليها على أسطح تلك الأنسجة. كما أن العدد الضخم للمتغيرات المؤثرة على التسمم يعني أنه من الصعب تعميم القضايا المرتبطة بالمخاطر الصحية المرتبطة بالتعرض للمواد النانوية – حيث يجب تقييم كل مادة نانوية بصورةٍ فرديةٍ كما أنه يجب وضع خصائص المواد جميعها في الاعتبار. كما أنه يتم دمج كلٍ من القضايا الصحية والبيئية في بيئة عمل الشركات ذات الصلة بعمليات إنتاج واستخدام المواد النانوية بالإضافة إلى بيئة عمل المعامل المرتبطة بالعلوم النانوية والأبحاث في مجال تقنية النانو. ومن الآمن أن نقول أن معايير التعرض للغبار ببيئة العمل الحالية لا يمكن تطبيقها بصورةٍ مباشرةٍ على غبار جسيمات النانو.
و يُعبِّر مصطلح طب النانو عن التنطبيقات الطبية لتقانة النانو. وتتنوع أساليب طب النانو من الاستخدام الطبي للمواد النانوية إلى أجهزة استشعار العوامل البيولوجية المرتبطة بالإلكترونيات النانوية وكذلك التطبيقات المستقبلية لتقنية النانو الجزيئية. ويهدف طب النانو إلى التوصل إلى مجموعةٍ فيِّمةٍ من الأدوات البحثية بالإضافة إلى الأجهزة المفيدة في عيادات العلاج في المستقبل القريب. وتتوقع مبادرة التقانة النانوية القومية أن يتم التوصل إلى تطبيقاتٍ تجاريةٍ جديدةٍ في مجال توصيل الدواء والتي قد تشتمل على أنظمةٍ متقدمةٍ لتوصيل الدواء، بالإضافة إلى علاجاتٍ جديدةٍ وكذلك تصوير إن فيفو. كما أن واجهات التفاعل العصبية الإلكترونية والمحسات الأخرى المرتبطة بالإلكترونيات النانوية تمثل هدفاً نشيطاً آخر للبحث في ذلك المجال. ويؤمن المجال التنبؤي لتقنية النانو الجزيئية أن آلات إصلاح الخلية قد يكون لها القدرة على إحداث ثورةٍ في مجال الطب والأدوية كذلك.

### قضايا بيئية

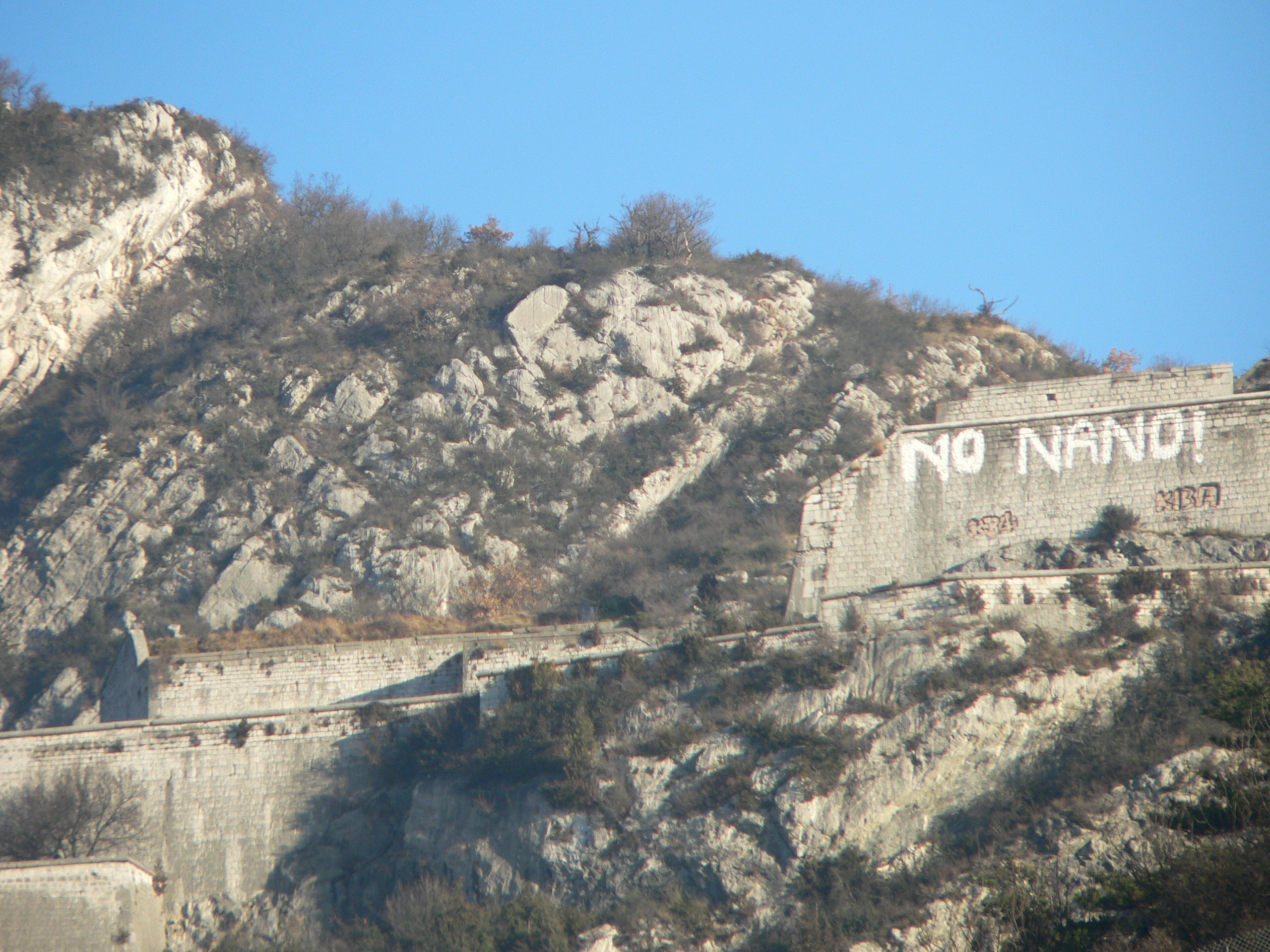
الجماعات المعارضة لإقامة معامل تقنيات الصغائر في مدينة جرينوبل بفرنسا، عبرت عن معارضتها على إحدى حوائط قلعة قديمة بأعلى المدينة.

المقال الرئيسي: تأثيرات بيئية لتقنيات الصغائر
يعد تلوث تقنيات الصغائر مصطلحاً عاماً وشاملاً لكل النفايات الناجمة عن استخدام أجهزة التقنية المصغرة أو خلال عملية تصنيع مواد تقنيات الصغائر. وقد تعتبر تلك النفايات على درجةٍ عاليةٍ من الخطورة، ذلك بسبب حجمها. حيث تستطيع أن تطفو في الهواء وقد تخترق بسهولةٍ الخلايا الحيوانية والنباتية مسببةً بذلك تأثيراتٍ مجهولةٍ لكلٍ منهما. كما أن معظم جزئيات الصغائر التي صنعها الإنسان غير مرئيةٍ في الطبيعة، ومن ثم قد لا تمتلك الكائنات الحية وسائلاً ملائمةً للتعامل مع تلك النفايات المصغرة.
لتقييم المخاطر الصحية لجزئيات الصغائر المصنعة، لابد من تقويم دورة الحياة الكاملة لتلك الجزئيات، متضمنةً عملية تصنيعها، تخزينها وتوزيعها بالإضافة إلى تطبيقها وإساءة استخدامها والتخلص منها كذلك. كما أن التأثيرات الناجمة على البشر والبيئة قد تتنوع وتتغير خلال مراحل عديدة من دورة حياتها. ويثير سكرينيز القلق حول التلوث الناجم عن تقنيات الصغائر، ويوضح أنه ليس بالإمكان في الوقت الحالي أن «يتم التنبؤ بشكلٍ دقيقٍ أو حتى التحكم في التأثيرات البيئية لانبعاث مخلفات تلك التكنولوجيا في البيئة».
و على الجانب الآخر، قد يمكن الاستفادة من بعض تطبيقات النانو المتاحة في المستقبل لخدمة الأغراض البيئية. حيث تستند أحد فئات أساليب الترشيح على استخدام الأغشية ذات أحجام الثقوب الملائمة، مما يسمح بحجز السائل خلف ذلك الغشاء. ومن ثم تعد الأغشية نانوية المسام مناسبةً لعملية الترشيح الميكانيكية والتي تتسم بأنها ذات مسام أصغر من 10 نانومتر (قد يتكون من أنابيبٍ نانويةٍ). ويستخدم الترشيح النانوي بشكلٍ رئيسيٍ بهدف إزالة الأيونات أو فصل السوائل المختلفة. وتوفر الجسيمات النانوية المغناطيسية طريقةً فعالةً ومعتمدةً في إزالة ملوثات المعادن الثقيلة من المياه المستعملة عن طريق الاستفادة من أساليب الفصل المغناطيسية. ويزيد استخدام الجسيمات النانوية من فعالية القدرة على امتصاص الملوثات بالإضافة إلى أنها عمليةٌ ليست بالمكلفة بالمقارنة مع طرق الترسيب والترشيح التقليدية.هذا بالإضافة إلى أنه قد يكون لتقنية النانو تأثيراً عظيماً على عملية إنتاج الطاقة النظيفة.
و ما زالت الأبحاث جارية بهدف استخدام المواد النانوية لأغراضٍ تشتمل على خلايا شمسية أكثر كفاءةٍ بالإضافة إلى خلايا وقود عملية وبطاريات صديقة للبيئة.

### ثمة حاجة للتنظيم
المقال الرئيسي: تنظيم تقنية النانو
ظهر جدالٌ حيويٌ حول ما إذا كانت تقانة النانو أو المنتجات القائمة على تقنية الصغائر تستحق تنظيماً حكومياً خاصاً. هذا ويرتبط الجدال القائم بالظروف المحيطة والتي فيها يصبح من الضروري والملائم أن يتم تقييم المواد الجديدة قبيل عرضها في السوق والمجتمع والبيئة.
و قد بدأت الهيئات التنظيمية كوكالة حماية البيئة الأمريكية وإدارة الصحة والأغذية، القائمة بالولايات المتحدة الأمريكية، أو مديرية الصحة وحماية المستهلك التابعة للمفوضية الأوروبية بالتعامل مع المخاطر المتوقعة والناجمة عن الجسيمات النانوية. وحتى وقتنا هذا، لم يتم إخضاع الجسيمات النانوية المهندسة أو المنتجات والمواد التي تحتوي على تلك الجسيمات لأي تشريعٍ خاصٍ والمرتبط بعملية الإنتاج والتداول التصنيف. هذا بالإضافة إلى أن صحيفة تعليمات سلامة المنتج والتي يجب إصدارها مع إنتاج بعض المواد، لا تميز بين الأحجام الكبيرة والنانوية المتناهية الصغر للمواد موضوع النقاش أو حتى عندما تكون مثل تلك الصحائف استشاريةً فقط.
و قد تسفر عملية تصنيف وتنظيم تقانة النانو عن تفاقم قضايا السلامة الصحية البشرية والبيئية والمصاحبة لتقنية الصغائر. كما تم توضيح أن التنظيم الشامل لتنمية تقنية الصغائر يمثل ضرورةً لضمان أن المخاطر المتوقعة والمصاحبة للأبحاث والتطبيقات التجارية لتقنية الصغائر لا يحجب أو يعتم على الفوائد المتوقعة لتقنية الصغائر. كذلك تصبح عملية التنظيم مطلوبةً بهدف مواجهة توقعات المجتمع حول التنمية المسؤولة لتقنيات الضغائر، وضمان أن الرغبات العامة قد تم دمجها في صياغة وتشكيل عملية تنمية تقانة النانو.

### كاليفورنيا
أعلن قسم ضبط المواد السامة ب وكالة حماية البيئة بكاليفورنيا عن نيته لطلب معلوماتٍ حول طرق الاختبارات التحليلية، وقضيتي المصير ووسائل النقل بالبيئة، هذا بالإضافة إلى معلوماتٍ أخرى من المصانع حول أنابيب الكربون النانوية. ويمارس قسم ضبط المواد السامة سلطته بموجب قانون الصحة والسلامة بولاية كاليفورنيا، الفصل 699، البنود من 57018- إلى 57020، والتي تم إضافتها كنتيجةٍ لدمج [جمعية بيل أ ب 289 (2006)]. وقد هدفت تلك البنود إلى توفير المعلومات حول المصير ووسائل النقل بالإضافة إلى الكشف والتحليل وكذلك المعلومات المرنبطة بالمواد الكيميائية المتاحة بصورةٍ كبيرةٍ. وقد أسند القانون مسؤولية توفير تلك المعلومات على عاتق القسم ليفرضها على كلٍ من يصنع أو يستورد تلك المواد الكيميائية المختلفة.
و في 22 يناير 2009، تم إرسال خطاب طلب معلوماتٍ رسميٍ ل أصحاب المصانع التي تستورد أنابيب الكربون النانوية بكاليفورنيا، أو هؤلاء الذين قد يصدرون أنابيب الكربون النانوية إلى داخل الولاية. وقد شكل هذا الخطاب أول ممارسةٍ رسميةٍ للسلطات الموجودة بالولاية وفقاً لقانون أيه بي 289 وقد تم توجيهه لأصحاب مصانع أنابيب الكربون النانوية، بالإضافة إلى الهيئات الصناعية والأكاديمية بالولاية، وكذلك تم توجيه الخطاب لأصحاب المصانع من خارج الولاية والذين يستوردون أنابيب الكربون النانوية إللى كاليفورنيا. وجيب الرد على طلب المعلومات ذلك من قبل أصحاب المصانع في غضون عامٍ من إرسال الخطاب. ومن ثم فوكالة حماية البيئة بكاليفورنيا في حالة انتظار حتى 22 من يناير 2010 القادم كحدٍ أقصى لاستلام الردود على خطابات طلب تلك المعلومات.
و قد استضافت شبكة صناعات النانو بكاليفورنيا ووكالة حماية البيئة بكاليفورنيا ندوةً أقيمت في 16 من نوفمبر 2009 والتي استغرقت يوماً كاملاً بساكرامينتو بكاليفورنيا. وقد وفرت الندوة الفرصة للاستماع لخبراء الصناعة في مجال تقانة النانو بالإضافة إلى مناقشة الاعتبارات التنظيمية المستقبلية بكاليفورنيا.
و تقوم وكالة حماية البيئة بكاليفورنيا بمد وتوسيع طلب المعلومات الكيميائية الخاصة للأعضاء العاملين في مجال أكاسيد المعادن النانوية. وقد تم تشجيع الأفراد المهتمين بالقضية على زيارة موقعهم من أجل آخر التحديثات على: http://www.dtsc.ca.gov/TechnologyDevelopment/Nanotechnology/index.cfm.

## الآثار الاجتماعية
المقال الرئيسي: الآثار الاجتماعية لتقنية النانو
و بعيداً عن المخاطر المصاحبة للجيل الأول من تقانة النانو والتي تؤثر على كلٍ من الصحة البشرية والبيئة المحيطة، توجد مجموعة أوسع من التأثيرات الاجتماعية والتيتفرض المزيد من التحدياتالإجتماعية عريضة المدى. حيث اقترح علماء الاجتماع أن يجب فهم وتقييم القضايا الاجتماعية المصاحبة لتقنية الصغائر بشكلٍ ليس بالبسيط؛ حيث لا يُنظر إليها على أنها مجموعة من التأثيرات أو المخاطر الجارية فقط. وبدلاً من ذلك، يجب أن توضع مثل تلك التحديات في الحسبان على أنها أبحاث وصناعة قرارات «ضد التيار» وذلك بهدف التأكد أن تنمية وتطوير تلك التقنية تتماشى وتتوافق مع الأهداف الاجتماعية.
و قد افترض العديد من علماء الاجتماع بالإضافة إلى منظمات المجتمع المدني أن عملية تقييم التكنولوجيا والإدارة لابد أن تتضمن المشاركة العامة للمواطنين.
و من هنا فقد ظهرت قضية المخاطر الاجتماعية لاستخدام تقنية الصغائر. وعلى المستوى الأساسي، تشتمل تلك المخاطر على إمكانية التطبيقات العسكرية لتقنية الصغائر (و على سبيل المثال، ما يحدث من استخدام الزراعات والوسائل الأخرى لتدعيم وتعزيز المجندين كما هو الحال في معهد مجندي التكنولوجيا النانوية بمعهد ماساتشوستس للتكنولوجيا ) هذا بالإضافة إلى زيادة إمكانيات المراقبة المعززة من خلال استخدام المحسات النانوية.
و قد شهدت الأعوام القليلة الماضية دفعةً مميزةً في الدعوة إلى الحصول على براءات اختراعٍ في مجال تقنية الصغائر. حيث تم منح، خلال عام،2003 ما لا يقل عن 800 براءة اختراع مرتبطٍ بمجال تقنية الصغائر، كما أن الأرقام تتزايد عاماً بعد آخر. حيث تسعى الهيئات المختلفة حالياً للحصول على براءات اختراع واسعة المجال بالإضافة إلى الاكتشافاتٍ النانويةٍ المتنوعةٍ كذلك. ومثال على ذلك، حصول شركتي إن إي سي وآي بي إم على براءات الاختراع الرئيسية في مجال الأنابيب النانوية الكربونية، والتي تعد إحدى أعمدة الأساس التي تقوم عليها تقنية الصغائر. وللأنابيب النانوية الكربونية مجالٌ واسعٌ من الاستخدامات، وشارفت أن تصبح حيويةً في مجال العديد من الصناعات المختلفة؛ من الإلكترونيات وصناعة الكمبيوتر إلى المواد المدعومة في صناعة الدواء والتشخيصات. كما تستعد أنابيب الكربون النانوية كذلك لتصبح مجتمعاً تجارياً رئيسياً مع قدرتها على أن تحل محل المواد الخام التقليدية التقليدية. وبالرغم من ذلك، ومع توسع مجال استخدامها، فيجب على كل فردٍ يسعى (بصورةٍ مشروعةٍ) ليصنّع أو يبيع الأنابيب النانوية الكربونية، بغض النظر عن نوع التطبيق المستخدمة لأجله، أن يشتري أولاً رخصةً لذلك إما من شركة (إن إي سي) أو شركة (آي بي إم). 

### المكاسب والمخاطر المحتملة بالنسبة للبلدان النامية
قد توفر تقنيات الصغائر حلولاً جديدةً للملايين من المقيمين بالدول النامية والذين يفتقرون الوصول إلى الخدمات الرئيسية، ومنها المياه الآمنة، موارد الطاقة الثابتة، الرعاية الصحية، وفرص التعليم. وقد أقرت الأمم المتحدة الأهداف الإنمائية للألفية لمواجهة تلك المتطلبات. وقد لاحظت فرقة الأمم المتحدة المعنية بالعلوم والتكنولوجيا والابتكار أن بعضاً من مزايا تقنية الصغائر تتضمن الإنتاج بالاعتماد على قوة العمل القليلة والأرض والصيانة والإنتاجية العليا والتكلفة المنخفضة والمتطلبات المتواضعة من المواد والطاقة.
تشتمل الفرص المتوقعة لتقنيات الصغائر في المساعدة على مواجهة أولويات التنمية العالمية الحرجة على أنظمة تنقية المياه المحسنة، أنظمة الطاقة، الطب والأدوية، إنتاج الأغذية وكذلك التغذية، هذا بالإضافة إلى تكنولوجيا المعلومات والاتصالات. كما نلاحظ أن تقنية الصغائر قد تم دمجها بالفعل في المنتجات والسلع المتوافرة بالسوق. إلا أن المزيد من تقنيات الصغائر ما زالت في طور البحث، في حين أن بعضها الآخر ما زالت سوى مجرد أفكارٍ تحتاج إلى سنينٍ وعقودٍ ليتم تطويرها وتنميتها.
و غالباً ما تعاني حماية البيئة وصحة البشر وسلامة العاملين بالدول النامية من مجموعة مركبة من العوامل والتي قد تشتمل على سبيل المثال وليس الحصر، نقص التشريعات القوية لحماية البيئة والصحة البشرية وسلامة العاملين؛ عمليات سوء التنظيم أو التنظيمات الغير مطبقة والمرتبطة بنقص القدرة المادية (و منها التجهيزات) والبشرية كذلك (و منها طاقم العمل التنظيمي سييء التدريب). وغالباً ما تحتاج تلك الدول للمعونة وبصورةٍ خاصةٍ المعونة المالية، بهدف تنمية القدرات العلمية والمؤسسية وذلك لتقييم ومواجهة المخاطر بصورةٍ كافيةٍ، ومنها على سبيل المثال الحاجة لبنية تحتية ضرورية كالمعامل والتقنية المساعدة على الكشف والاستنتاج.
على الرغم من ذلك، فكثيراً ما تثار المخاوف حول مسألة أن فوائد تقنية الصغائر لا يمكن حتى توزيعها، ومن ثم فأية فوائدٍ (سواءً أكانت تقنية أو اقتصادية) والمصاحبة لتقنية الصغائر لن تستفيد منها سوى الدول الغنية. ونلاحظ أن غالبية الأبحاث في مجال تقنية الصغائر وصور التنمية وبراءات الاختراعات الخاصة بالمواد والمنتجات النانوية مقتصرةً فقط على الدول المتقدمة (و منها الولايات المتحدة الأمريكية واليابان وألمانيا وكندا وفرنسا). هذا بالإضافة إلى أن براءات الاختراعات المرتبطة بمجال تقنيات الصغائر متركزةً فقط لدى مجموعةً قليلةً من الشركات متعددة الجنسيات، ومنها شركة آي بي إم وتقنيات ميكرون وأدفانسد ميكرو ديفيسيز وشركة إنتل. مما أسفر عن إثارة المخاوف كذلك بأن الدول النامية قد لا تتمكن من الوصول إلى تلك البنية التحتية المطلوبة، وكذلك التمويل المطلوب والموارد البشرية اللازمة كذلك لدعم وتعزيز البحث والتنمية في مجال تقنية الصغائر ومن المرجح أن تتفاقم أزمة عدم المساواة نتيجةً لكل ذلك.
كما أن المنتجين بالدول النامية قد يعانون من خسائر عملية إحلال المنتجات الطبيعية (و منها المطاط والقطن والقهوة والشاي) بسبب التنمية النانوية. حيث تمثل تلك المنتجات الطبيعية حاصلاتٍ مهمةٍ للتصدير بالدول النامية، كما أن متطلبات معيشة العديد من الفلاحين تعتمد على تلك الحاصلات. وقد تم توضيح أن عملية استبدال تلك المنتجات الطبيعية بالمنتجات النانوية الصناعية قد تؤثر سلباً على اقتصاديات الدول النامية والتي اعتمدت بصورةٍ تقليديةٍ على تصدير تلك الحاصلات.

## الآثار المترتبة على تكنولوجيا النانو الجزيئية
تكنولوجيا النانو الجزيئية هي مجال فرعي تأملي ضمن دراسة تقنية الصغائر مع الوضع في الاعتبار هندسة المجمعات الجزيئية وهي الآلات التي تعيد تنظيم المادة على الصعيد الجزيئي أو الذري. وعندما يتعلق الأمر بمخاطر التصنيع الجزيئي، فغالباً ما يتم الاستشهاد بأسوء سيناريو وقع والمتمثل في «غراي غو»، والذي هو عبارة عن مادة افتراضية تحول فيها سطح الأرض بواسطة التكرار الذاتي للنانوبوت فوضوية التشغيل. وقد قام فريتاس بتحليل ذلك التصور في دراسته البحثية بعنوان: "Some Limits to Global Ecophagy by Biovorous Nanoreplicators, with Public Policy Recommendations".  حيث ظهر سيناريو مختلف يدعى غرين غو مع حلول تقنية النانو الحيوية. وليست النانوبوت هنا هي المادة الخبيثة، ولكنها الكائنات الحية ذاتية التكرار والمعدلة هندسياً من خلال تقنية الصغائر.
طبقاً لما ورد من قبل مركز تقنية الصغائر المسؤولة فإن:
 التصنيع الجزيئي يسمح بالإنتاج الرخيص لأدواتٍ ومنتجاتٍ قويةٍ بصورةٍ مذهلةٍ. فكم عدد تلك المنتجات التي سنحتاجها؟ ما الضرر البيئي الناجم عن تلك المنتجات؟ ويعد مدى الضرر المتوقع واسعاً وعريضاً، حيث يتنوع من تحليق الطائرات الأسرع من الصوت والخاصة بالشخصيات الهامة على ارتفاعاتٍ منخفضةٍ مما يسفر عن إصابة عددٍ كبيرٍ من الحيوانات، إلى تجميع الطاقة الشمسية على صعيدٍ واسعٍ وبصورةٍ كافيةٍ لتعديل البياض على كوكب الأرض والتأثير مباشرةً على البيئة. كما ستسمح المواد الأقوى بإنتاج وتصنيع عدداً أكبر من الآلات والقادرة على الكشف والتنقيب وإلا تسفر عن تدمير المساحات العريضة من الكوكب بسرعةٍ متزايدةٍ.
و ما زال الوقت مبكراً كثيراً لتقرير ما إذا كان هناك دافعاً اقتصادياً للقيام بذلك. على الرغم من ذلك، فإنه يبدو أن تلك المشكلة في حاجةٍ لإثارة القلق والمخاوف حولها نظراً للعدد الكبير من الأنشطة والأهداف والتي تفسد البيئة في حالة بدئها بنهاياتها، أو سهولة بدئها بنهايات التصنيع الجزيئي. كما قد يسفر مجموع بعضاً من الأفعال المنفردة عن ظهور بعض صور الضرر كذلك، والتي يكون كل فعلٍ منها غير ضارٍ في حد ذاته منفرداً. ومن الصعب منع وقوع مثل ذلك النوع من الضرر بالإقناع، كما أن القوانين غير فعالةٍ كذلك في مثل تلك المواقف؛ إلا أن الحظر المركزي على التقنية نفسها قد يمثل جزءً ضرورياً من حل تلك المشكلة.
و في الختام، فإن الدمج الشديد للآلات النانوية سيعزي من استخدام المنتجات متناهية الصغر، والتي قد تتحول بسهولةٍ إلى نفاياتٍ نانويةٍ، سيكون من الصعب التخلص منها، قد تتسبب في وقوع مشكلاتٍ صحيةٍ. ويسجل الموقع مجموعةً واسعةً من المخاطر والفوائد.

## دراسات عن الآثار المترتبة على تكنولوجيا النانو
- أول محاولةٍ رئيسيةٍ لتقييم التأثيرات الاجتماعية لتقنية الصغائر كانت عبارة عن ورشة عمل أقامتها مؤسسة العلوم الوطنية، يومي 28 و29 من سبتمبر 2000. أما ورشة العمل الثانية المكثفة أقامتها المؤسسة نفسها يومي 2 و3 ديسمبر 2003 م. وقد أعاد تحرير تقارير تلك اللقاءات ميهيال سي روكو وويليام سيمز بينبريدج: التأثيرات الاجتماعية لتقنية الصغائر, تكنولوجيا النانو: الآثار الاجتماعية - تعظيم الفوائد من أجل الإنسانية، and تكنولوجيا النانو: الآثار الاجتماعية – توقعاتٍ فرديةٍ.
- ألهمت مخاوف الأمير تشارلز من تقانة نانوية فكرة تقريرٍ الجمعية الملكية لتقنية النانو ، والذي اشتمل على عملية التصنيع الجزيئي. على الرغم من ذلك، لم يتطرق التقرير إلى عملية التصنيع الجزيئي. (يمكنك الإطلاع على نقد مركز تقنية الصغائر المسؤولة حول إغفال التصنيع الجزيئي.) وقد وردت كلمة «كي. إريك دريكسلر» مرةً واحدةً فقط في التقرير (مرور الكرام)، كما لم يتم ذكر مصطلحات «التصنيع الجزيئي» أو «تقنية النانو الجزيئية» على الإطلاق. ولكن غطى التقرير العديد من المخاطر على صعيد تقنيات الصغائر، ومنها علم السموم النانوي الجزيئي. كما أتاح التقرير الفرصة كذلك لاستعراض العديد من مجالات تقانة الصغائر. (و على من كان مهتماً بدراسة تقانة الصغائر التوسع في ذلك الوصف). كما يحتوي التقرير على (فهرس) حول موضوع غراي غو، والذي اقتبس تنوعاً أضعف من جدال ريتشارد سمالي المختصر ضد التصنيع الجزيئي. واختتم التقرير بأنه لا يوجد دليل أن الآلات النانوية ذاتية التكرار والمستقلة سيتم تنميتها في المستقبل القريب، واقترح كذلك أن المنظمين يجب عليهم أن يكونوا أكثر اهتماماً بقضية التسمم النانوي الجزيئي.
- وفي عام 2008 فكرت مدينة كامبريدج، مانيسوتا في ما إذا كانت ستنشيء تنظيماً لتقنية الصغائر شبيه بذلك الموجود في مدينة بيركلي بولاية كاليفورنيا، حيث تعد الأخيرة المدينة الوحيدة بالولايات المتحدة الأمريكية والتي أنشأت حالياً تنظيماً لتقنية الصغائر. وقد أوصى التقرير النهائي  للجنة الاستشارية للمواد النانوية بمدينة كامبريدج ضد هذه اللوائح والتنظيمات، ولكنه أوصى بدلاً من ذلك بخطواتٍ أخرى لتسهيل جمع المعلومات حول التأثريات المتوقعة للمواد النانوية.
- وفي يوليو 2003 أصدرت وكالة حماية البيئة الأمريكية  أول التماس لدراسةٍ بحثيةٍ في مجال تأثيرات تقنية الصغائر، تحت عنوان: «Exploratory Research to Anticipate Future Environmental Issues - Part 2: Impacts of Manufactured Nanomaterials on Human Health and the Environment.» ، كما اشتركت وكالة حماية البيئة الأمريكية في سبتمبر 2004 مع مؤسسة العلوم القومية ومركز ضبط الأمراض في إصدار ثاني التماسٍ لدراسةٍ بحثيةٍ في المجال بعنوان: "Nanotechnology Research Grants Investigating Environmental and Human Health Effects of Manufactured Nanomaterials: A Joint Research Solicitation - EPA, NSF, NIOSH."
- في حين قام في أغسطس 2005 فريق عمل تتشكل من خمسين عضواً وخبراء أجانب من مختلف المجالات تحت تنظيم مركز تكنولوجيا النانو المسؤولة، بدراسة التأثيرات الاجتماعية لتقنية النانو الجزيئية .
- وفي أكتوبر 2005، أعلنت مؤسسة العلوم القومية أنها ستقوم بتمويل مركزين قوميين لبحث التأثريات الاجتماعية المتوقعة لتقنية الصغائر. ويقع هذان المركزان بجامعة كاليفورنيا في سانتا باربارا  وجامعة ولاية أريزونا ، ويقوم الباحثون بهما باستكشاف قطاعٍ عريضٍ من القضايا ومنها السياق التاريخي لتقنية الصغائر، وتقييم تلك التكنولوجيا، بالإضافة إلى قضايا الابتكار والعالمية وكذلك لاتصورات الاجتماعية للمخاطر.
- أصبح تقرير مجموعة من المسارات لتطوير وتنمية تقانة النانو الجزيئية هدفاً لمشروع خارطة طريق التقنية الواسع المجال  بقيادة باتيلي والذي يمثل (مديراً للعديد من المعمل الأمريكية القومية). ومعهد فوسايت. ويجب أن تستكمل خارطة الطريق بحلول عام 2007.
- في حين نشر المجلس الدولي لتقانة الصغائر بجامعة رايس في أكتوبر 2006، استقصاءً عن ممارسات التعامل مع المواد النانوية والمستخدمة من قبل ورش العمل الصناعية والأكاديمية بأربعة قارات. وقد كشفت الدراسة الاستقصائية أن مزيداً من المعلومات ما زال ناقصاً بهدف الحماية ضد المخاطر المهنية المتوقعة والمصاحبة للتعامل مع تلك الجسيمات النانوية الحرة. كما يقوم المجلس الدولي للصغائر كذلك بنشر المجلة الافتراضية لبيئة تقانة الصغائر والصحة والسلامة والتي تمثل مجموعةً من الاقتباسات للدراسات التي قام بها الأقران حول قضايا المخاطر المرتبطة بتقانة الصغائر.
- وفي 2007 أصدرت سبرينجر جريدة الأخلاقيات النانوية «أخلاقيات التكنولوجيا القائمة على تقانة النانو». ومثل المجلة منتدىً متعدد التخصصات والذي يهدف إلى استكشاف القضايا التي تُقدم وتغطي تطبيقات تقانة النانو. بينما يتمثل يتمحور تركيز المجلة على الفحص الدقيق فلسفياً وعلمياً للاعتبارات الأخلاقية والاجتماعية بالإضافة إلى مخاوف العامة والجهات السياسية الكامنة في أبحاث وتطوير تقانة النانو.
- إجراء اللجنة العلمية للخاطر الصحية المتعارف عليها حديثا التابعة لـ DG-SANCO لملخص تقنيات الصغائر نسخة محفوظة 26 يوليو 2011 على موقع واي باك مشين. لتقييم سلامة تقنيات الصغائر.
- يُعد مركز تقانة الصغائر في المجتمع بجامعة ولاية أريزونا إحدى مراكز الأبحاث الممولة والتابعة لمؤسسة العلوم القومية الرئيسية والتي تركز على تحليل التطبيقات الاجتماعية لتقانة الصغائر.

## مزيد من القراءة
- Fritz Allhoff وPatrick Lin، «تقانة الصغائر والمجتمع: قضايا أخلاقية ناشئة حديثاً» (دورتريتش: سبرينجر، 2008).
- Fritz Allhoff, Patrick Lin, James Moor, and John Weckert (eds.)، «الأخلاقيات النانوية: التأثيرات الأخلاقية والاجتماعية لتقانة الصغائر» (Hoboken: John Wiley & Sons, 2007).
- أساليب تقانة الصغائر الآمنة: تبادل معلوماتي مع المعهد القومي للسلامة والصحة المهنية، المعهد الأمريكي للسلامة والصحة المهنية، June 2007, DHHS (NIOSH) إصدار رقم. 2007-123
- Mehta، Michael (2006). تقانة النانو: المخاطر، الأخلاقيات والقانون. London: Earthscan. {{استشهاد بكتاب}}: الوسيط author-name-list parameters تكرر أكثر من مرة (مساعدة) ويحتوي الاستشهاد على وسيط غير معروف وفارغ: |الرقم المعياري= (مساعدة) - يستعرض رؤية عالمية لوضع تقانة النانو والمجتمع في أوروبا، الولايات المتحدة الأمريكية، اليابان وكندا، كما يقوم بفحص الأخلاقيات والمخاطر البيئية والصحية العامة، بالإضافة إلى إدارة وتنظيم التكنولوجيا.
- Dónal P O'Mathúna  [لغات أخرى]‏، «الأخلاقيات النانوية: قضايا أخلاقيا كبيرة مرتبطة بتقانة الصغائر» (London & New York: Continuum, 2009).

## وصلات خارجية
- مركز تقانة النانو المجتمع
- تطبيقات تقانة النانو العسكرية
- تقانة النانو الآن
- دراسات علوم النانو والتكنولوجيا بجامعة جنوب كاليفورنيا نسخة محفوظة 11 ديسمبر 2006 على موقع واي باك مشين.
- مركز جامعة ولاية أريزونا لتقانة النانو والمجتمع
- مركز جامعة كاليفورنيا بسانتا باربارا لتقانة النانو والمجتمع
- مجموعة أخلاقيات النانو
- تقانة النانو
- معهد فورسايت نانو تيك
- مركز تقانة النانو المسؤولة
- مركز تقانة النانو الحيوية والبيئية
- المجلس الدولي لتقانة النانو
- بنك أخلاقيات النانو نسخة محفوظة 27 أبريل 2008 على موقع واي باك مشين.
- الأخلاقيات النانوية: أخلاقيات التقنية القائمة على الصعيد النانوي
- المعهد القومي للصحة والسلامة المهنية صفحة موضوع تقانة النانو
- تفهم النانو